# 喬治·齊代克
小伊日·"喬治"·齊代克（英語：Jiří "George" Zídek Jr，1973年8月2日—），美国NBA联盟前职业篮球运动员。他在1995年的NBA选秀中第1轮第22顺位被夏洛特黃蜂选中。是第一位透過選秀入選 NBA 的捷克球員，曾在NBA打了三個賽季，然後轉往歐洲打球，2006 年退役。
喬治•齊代克出生於捷克斯洛伐克的 Gottwaldov，現為捷克的Zlín。他的父親Jiří Zídek 在 1960、1970年代是 USK Slavia Prague 的明星。齊代克父子是第一對進入歐洲聯賽總決賽的父子。
1991年，齊代克移居美國，就讀於UCLA分校，是UCLA在1995 年 NCAA 冠軍隊的首發中鋒。1995年起，齊代克在 NBA 效力了三個賽季，分別於夏洛特黃蜂、丹佛金塊 和西雅圖超音速隊，NBA職業生涯場均 3.4 分。